# 托勒·克兰斯顿
托勒·克兰斯顿（英語：Toller Cranston，1949年4月20日—2015年1月24日），加拿大男子花样滑冰运动员。他曾代表加拿大参加1972年和1976年冬季奥林匹克运动会花样滑冰比赛，其中1976年冬季奥运会获得一枚铜牌。